# 麟光
麟光（1889年—1922年）富察氏，满洲镶黄旗人，额驸景寿孙，世袭一等诚嘉毅勇公，清朝末年军事将领。

## 生平
麟光曾是陆军贵胄学堂的学員，清朝禁卫军训练处成立后，以溥侗、哈汉章、文华、章通骏、田献章、徐致善为军谘官。田献章调任步标统带后，以麟光充任军谘官。
宣统三年五月（1911年），清廷赏禁卫军军谘官、固伦额驸品级、世袭一等诚嘉义勇公麟光固伦额驸爵章。

## 家庭
- 祖父：景寿
- 父：候补京堂志勳
- 妻：侍郎溥顧之女，于光绪二十六年指婚。[5]
- 姐妹：奉恩镇国公溥堃嫡妻。[6]
- 子：增愷、增悌、增怿。
- 儿媳博尔济吉特氏，世袭卓索图盟土默特右旗扎萨克贝子棍布札布之女。
- 弟：麟昭、麟鈺，世袭一等男爵。